# 贝伦区
38°42′N 9°12′W / 38.700°N 9.200°W

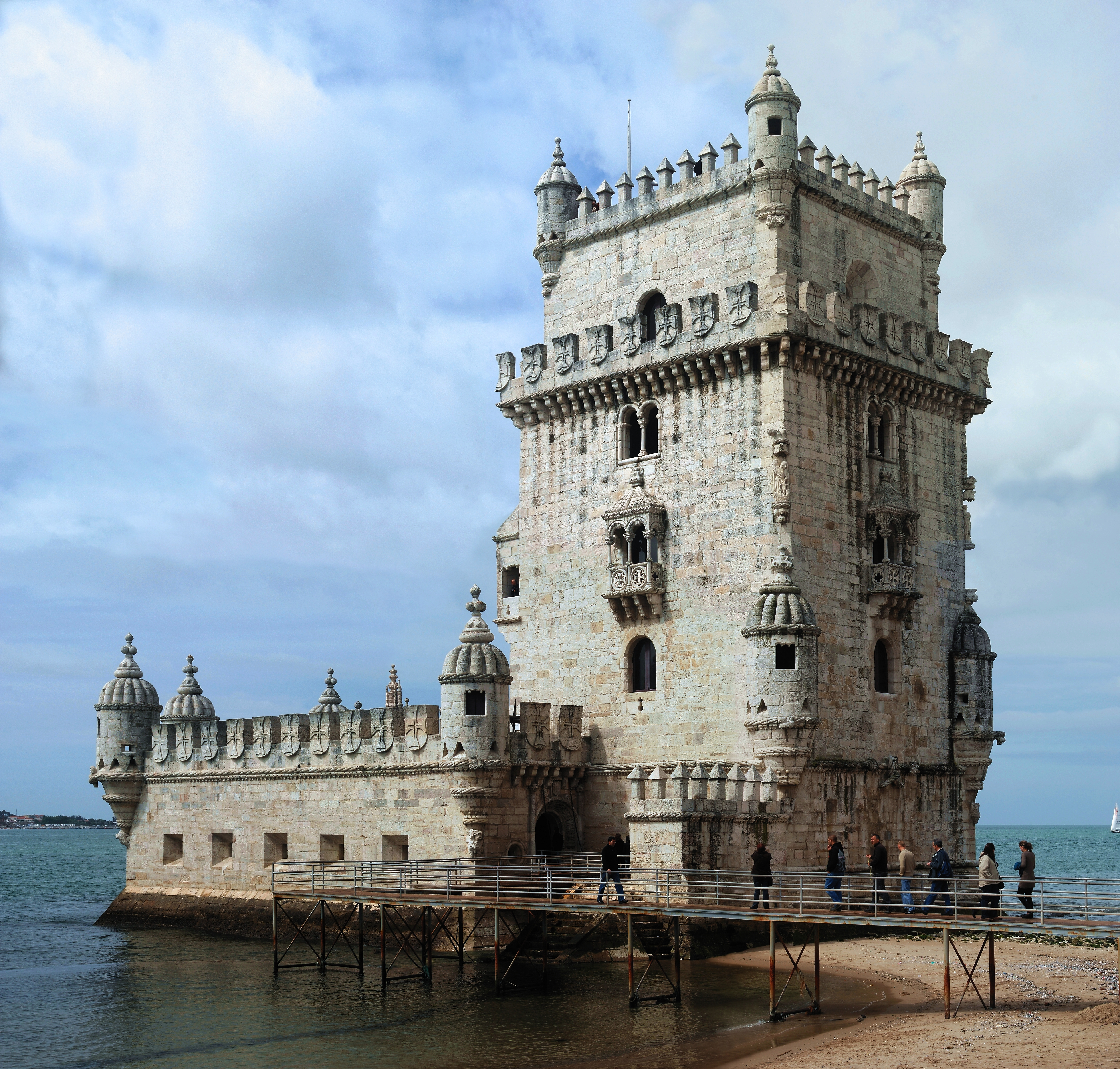
贝伦塔

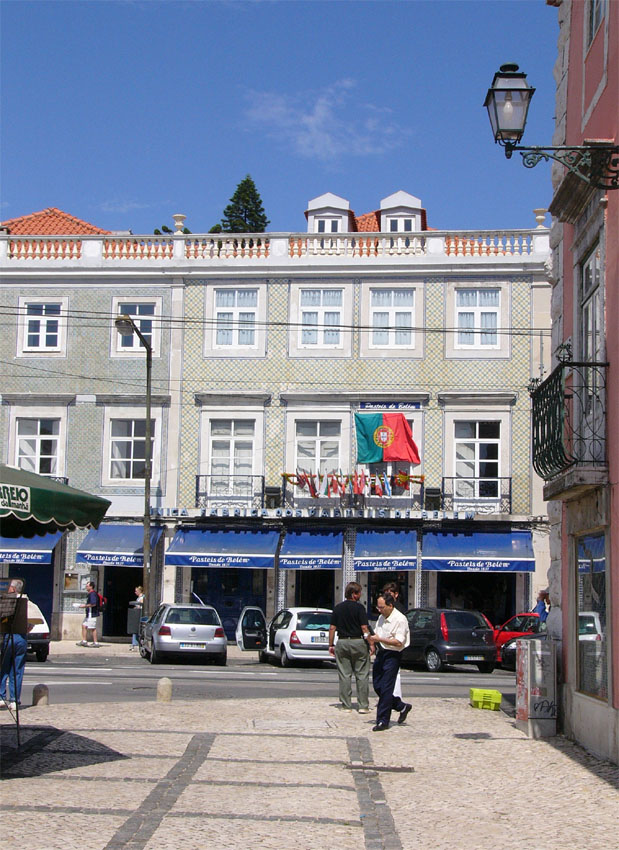
贝伦区街景：葡撻的原始店

贝伦区（葡萄牙语：Santa Maria de Belém）是葡萄牙首都里斯本的一个区。位于里斯本市中心以西6公里，4月25日大桥以西2公里。该地名在葡萄牙语中的意思是耶稣的出生地伯利恒。
地理大发现中众多航海家正是从这里的港口启程前往世界各地的，其中不乏著名的探险家，如瓦斯科·达伽马。
区内16世纪的防御工事贝伦塔被列入世界遗产名录，亦是里斯本的标志性建筑。著名的葡撻的原始店也在這裡。